# Leucophora subrufitibia
Leucophora subrufitibia är en tvåvingeart som beskrevs av Ackland 1995. Leucophora subrufitibia ingår i släktet Leucophora och familjen blomsterflugor. Inga underarter finns listade i Catalogue of Life.